# Восстание в Реджо-ди-Калабрия
Восстание в Реджо-ди-Калабрия (итал. Moti di Reggio) — городское восстание в Реджо-ди-Калабрия в июле 1970 г. — феврале 1971 г. Было направлено против центрального правительства, компартии, соцпартии и левоцентристских сил. Проходило под правопопулистскими лозунгами при решающем участии неофашистов. Первоначальным поводом послужил план переноса административного центра из Реджо-ди-Калабрии в Катандзаро, однако городской бунт перерос в антиправительственное политическое движение ультраправых. Восстание Реджо-ди-Калабрия сыграло важную роль в развитии политического процесса Свинцовых семидесятых.

## Повод и причины
Город Реджо-ди-Калабрия расположен на южной оконечности материковой Италии. Он отделён от Сицилии узким проливом. Для Реджо-ди-Калабрии традиционно характерны «сицилийские» формы социальных отношений и политическое влияние крайне правых сил.
17 января 1970 года в Риме было анонсировано решение о переносе административного центра (местной столицы) региона Калабрия из Реджо-ди-Калабрии в город Катандзаро. Этот план был инициирован левоцентристским правительством Мариано Румора. Его реализация вела к изменениям политического расклада в регионе с заметным сдвигом влево. Партийные структуры правящей коалиции — прежде всего ХДП и ИСП — получали ощутимые выгоды политико-административного и экономического характера. Для Реджо-ди-Калабрии это означало серьёзные социальные и экономические потери.
7 июня в Калабрии состоялись первые региональные выборы. Христианские демократы, главная правительственная партия страны, завоевавшая 17 мест из 40, в Региональном совете, как и в правительстве Италии, блокировались с социалистами. 11 мест принадлежало коммунистической партии и её союзникам, ещё два — близким к ХДП социал-демократам. В городском собрании Реджо-ди-Калабрии расклад был иной: почти две трети мандатов получила ХДП и её союзники справа. Таким образом, выявились серьёзные различия в политических настроениях региона и его столицы.
1 июля стало известно о предстоящем 13 июля заседании Регионального совета в Катандзаро. Стало очевидным, что предстоит решение о переносе административного центра, которое будет утверждено в Риме. Доминирующие в Реджо-ди-Калабрии социальные группы и политические структуры отвергли правительственный проект. 5 июля мэр Реджо-ди-Калабрия Пьетро Батталья выступил на митинге, призвав население города отстаивать статус региональной столицы. По партийной принадлежности христианский демократ, Батталья руководствовался, однако, не партийными, а административными интересами.
Во главе городского протеста стал неофашист Чиччо Франко, активист партии Итальянское социальное движение (ИСД) и лидер местной организации ЧИСНАЛ. Неофашисты призвали горожан к гражданскому неповиновению.

## Ход событий

### Июль 1970 года: Начало восстания
Формальный повод с переносом административного центра дал выход давним и устойчивым протестным настроениям. Жители Реджо-ди-Калабрии поддерживали своих социальных авторитетов и не желали принимать порядки, навязываемые из Рима. Сказывались и экономическое отставание юга Италии, массовая бедность в регионе.
Установки движения имели выраженный неофашистский характер, были проникнуты антикоммунизмом, антилиберализмом и антибюрократизмом. С первых дней самое активное участие в восстании принимало не только ИСД, но и Национальный авангард Стефано Делле Кьяйе. Костяк протестного движения сложился на основе неофашистских политических организаций, анархистских групп, профсоюзных ячеек ЧИСНАЛ.
13 июля 1970 г. муниципалитет Реджо-ди-Калабрии решил не посылать представителей на заседание в Катандзаро. ЧИСНАЛ объявил 40-часовую забастовку. Началось сооружение уличных баррикад. Фактически этот день стал началом восстания.
14 июля Чиччо Франко на массовом митинге провозгласил восстание Реджо-ди-Калабрия «первым шагом национальной революции» — заявив тем самым об общенациональном характере движения. Начались первые столкновения с силами правопорядка. Фраза Чиччо Франко «Подонок, кто сдаётся!» (Boia chi molla!; буквальное звучание: Chi abbandona (molla) la lotta è un vile assassino (boia)! — «Тот, кто отказывается от вдохновенной борьбы, есть гнусный палач!») — повторившая речёвки Партенопейской республики 1799 г., Миланского восстания 1848 г. и легионов Д’Аннунцио — стала лозунгом городского восстания и слоганом итальянского неофашизма.
15 июля город был охвачен демонстрациями (на призыв к сопротивлению первыми откликнулись железнодорожники и студенты, их поддержали рабочие местной промышленности) и массовыми драками с полицией. В ход пошли коктейли Молотова, камни, слезоточивый газ. Неофашистские активисты атаковали и подвергли разгрому местные штаб-квартиры ИКП и ИСП. Появилась первая жертва — погиб железнодорожник Бруно Лабате. Столкновения последовательно расширялись всю вторую половину июля, в больницах оказалось до полусотни человек.
Для руководства восстанием был сформирован «Комитет действия». Его линию определяли правые радикалы, доминировавшие в восстании. Наряду с Чиччо Франко, его лидерами стали мелкий торговец Альфредо Перна (считался в городе партизаном Второй мировой), поэт Джузеппе Аварна и лидер городской организации ИСД Фортунато Алои. Финансирование движения обеспечивали оппозиционно настроенные бизнесмены Деметрио Мауро (кофейная промышленность) и Амедео Матасена (морские перевозки). Солидарность с движением выразил архиепископ Реджо-Калабрии Джованни Ферро.
22 июля произошло трагическое событие — крушение железнодорожного экспресса, следовавшего рейсом Палермо-Турин. Погибли 6 человек, более 50 получили ранения. Официально причины до сих пор не установлены, никто не был осуждён, однако наиболее вероятная версия катастрофы — террористический акт (в 1993 г. были даны показания в отношении неофашистов и мафиози, но они не получили подтверждения по суду). Это события усилило накал ожесточения, стороны конфликта обвиняли друг друга в терроре и организации резни.
30 июля Чиччо Франко, Фортунато Алои и Деметрио Мауро выступили на многотысячном митинге и подтвердили решимость отстоять права и статус Реджо-ди-Калабрии. 3 августа официально учреждён Comitato unitario per Reggio capoluogo — «Объединённый комитет за столицу Реджо», фактически принявший на себя функции городской власти. В тот же день Чиччо Франко встретился с Пьетро Баттальей, и мэр со своей стороны подтвердил поддержку движения. Однако силовые структуры, в том числе полиция, оставались подконтрольны правительству и выполняли приказы, направленные против мятежа. Это создавало в городе обстановку перманентного гражданского конфликта.
Интерес к событиям проявил Национальный фронт князя Боргезе — организаторы заговора рассчитывали на поддержку с юга запланированного в Риме государственного переворота.

### Идеология движения
Логика событий толкала ультраправых активистов к взаимодействию с политизированным криминалом (впоследствии эту технологию в полной мере отработали Революционные вооружённые ячейки). Активную роль в событиях играла мафиозная структура Ндрангета. Боевики мафии участвовали в уличных выступлениях, помогали в силовом обеспечении восстания. Между «Ндрангетой» и Национальным авангардом в Реджо-ди-Калабрии возникла своего рода личная уния через неофашиста-мафиози Кармине Доминичи, видного участника восстания.

Разбойники и бандиты всегда были солью нашей нации и дрались во имя народа. Коллективные ячейки заводов, институтов и школ станут свободным народом! Эти разбойники — мы!

Фабрицио Дзани, «Теоретическая позиция легионерского движения»

Чиччо Франко способствовал созданию силовых бригад движения на базе неофашистских организаций. К ним примкнули также ультралевые, особенно анархисты. Стремление сохранить автономию южного региона пересилило идеологические противоречия. Попытки левых радикалов создать собственное движение не удались — массовую поддержку имел Чиччо Франко и его союзники.

Сначала было много парней, которые думали, что Реджо защитят левые. Но им пришлось пересмотреть свои политические позиции. Многие стали фашистами только потому, что в битве за Реджо верно повели себя только фашисты.

Чиччо Франко

### Август — сентябрь 1970 года: Кульминация движения
Правопопулистское восстание крайне обеспокоило правящие круги Италии, безотносительно к идеологии и партийной принадлежности отдельных элитных групп. В Реджо-ди-Калабрия прибыл влиятельный коммунистический политик Пьетро Инграо, но его попытка выступить перед толпой не удалась.
16 августа было сформировано новое левоцентристское правительство христианского демократа Эмилио Коломбо, для которого подавление Реджо-ди-Калабрии стало приоритетной задачей. Центральные власти расценивали события как антиправительственый мятеж ультраправых. Перед лицом «угрозы с юга» консолидировались все парламентские партии, кроме ИСД.
Новый кабинет категорически отказался от переговоров с восставшими. Войскам были отданы приказы блокировать город. Одновременно в СМИ развернулась кампания против движения, а затем установлена фактическая информационная блокада.
Восстание Реджо-ди-Калабрия действительно приобретало характер общенационального движения против политической элиты. Возникла опасность его выхода за региональные рамки. Подпольная радиостанция Radio Reggio Libera, впервые вышедшая в эфир 17 сентября 1970 г., оглашала манифесты восстания:

Реджийцы! Калабрийцы! Итальянцы! Борьба с властью красных баронов приведёт к победе истинной демократии. Слава Реджо! Слава Калабрии! Да здравствует новая Италия!

14 сентября руководящие комитеты восстания объявили всеобщую забастовку. В ответ полиция провела серию арестов. На следующий день город вновь охватили уличные бои демонстрантов с полицией. В столкновениях погиб водитель автобуса Анджело Кампанелла.
17 сентября был арестован Чиччо Франко. Ответом стали массированные нападения боевиков восстания на полицейские участки и оружейные магазины. Этот день обычно рассматривается как кульминационный момент событий. 21 сентября усиленные контингенты полиции перешли в контрнаступление — начался штурм и снос возведённых восставшими баррикад. Попытки архиепископа Ферро, лично вышедшего на улицы, нормализовать ситуацию не дали результатов.
В Реджо-ди-Калабрия продолжали съезжаться молодые радикалы различных направлений — обычно неофашисты, студенты из движения FUAN, но также анархисты и ультралевые из Lotta Continua. Стали возникать конфликты на идеологической почве.
26 сентября пятеро анархистов — Джанни Арико, Аннализе Борт, Анджело Касиле, Франко Скордо, Луиджи Цельсо — везли в Рим материалы для ультралевой газеты Umanità Nova, в которых резко критиковались действия неофашистов и мафии в Реджо-ди-Калабрия, вплоть до обвинений во взрыве экспресса 22 июля. Все пятеро погибли в ДТП. Версия об убийстве не получила официального подтверждения, но продолжает муссироваться.
Со второй недели октября протестное движение начало распространяться по другим городам Калабрии. Особенно масштабный бунт вспыхнул 12 октября в университете Мессины. Эта тенденция побудило правительство усилить военное давление на Реджо-ди-Калабрию. Город фактически был взят в осаду. Контроль за коммуникациями осуществляли армейские части. Постепенно правительственная тактика оперативного, экономического и информационного блокирования возымела действие. Кроме того, правительство согласилось на определённый компромисс: т. н. Pacchetto Colombo — «пакет Коломбо» — предполагал разделение властных прерогатив между крупнейшими городами Калабрии. 23 декабря Чиччо Франко был освобождён из-под ареста и немедленно перешёл на нелегальное положение.

### Январь — февраль 1971 года: Подъём и подавление
21 января демонстрация восставших собрала в Реджо-ди-Калабрии 20 тысяч человек. Снова была объявлена всеобщая забастовка. 3 февраля в ряде районов вновь разгорелись массовые драки с полицией.
12 февраля премьер-министр Коломбо выступил с оглашением правительственного плана урегулирования: разделение административных и представительных учреждений региона между Реджо-ди-Калабрия и Катандзаро, создание в Реджо крупного индустриального центра, создающего большое количество новых рабочих мест.
23 февраля полиция под прикрытием армейской бронетехники повела последнюю атаку на контролируемые восставшими районы. Как правило, этот день рассматривается как последний в истории восстания Реджо-ди-Калабрии.
К концу месяца центральные власти восстановили военно-полицейский и административный контроль над Реджо-ди-Калабрией. Однако разрозненные столкновения продолжались до конца года.

## Последствия и значение
Восстание завершилось частичным успехом: статус административного центра региона перешёл к Катандзаро, но Реджо-ди-Калабрия остался местом резиденции Регионального совета и Апелляционного суда Калабрии. Правительство вынуждено было учесть интересы города в своей административной и экономической политике.
Ультраправые силы наглядно показали своё влияние на массы (особенно бедноту южных регионов), мобилизационные и оперативные возможности. Возросла популярность ИСД. На парламентских выборах 1972 года неофашистская партия добилась максимального в своей истории результата, получив почти 2,9 миллиона голосов. Активизировались и внесистемные ультраправые, прежде всего Национальный авангард. Запрещение этой организации в 1976 г. мотивировалось, в том числе, действиями в Реджо-ди-Калабрии.
Опыт восстания Реджо-ди-Калабрия вдохновлял неофашистское и особенно анархо-фашистское движение Италии на всём протяжении Свинцовых семидесятых.

Восстание в Реджио-Калабрии оказывается единственным примером открытой борьбы народа, когда целый город встал на баррикады, вышел на улицы, и сами лидеры оказываются на улицах и узнают друг друга на баррикадах. Уникальное событие в Италии, в котором Национальный Авангард сыграл свою ведущую и решающую роль. (Вы можете более пристально присмотреться — и провести параллели в истории — подобные явления уже происходили, это были восстание матросов в Кронштадте или махновщина на Украине.) В тюрьме мне представилась возможность встретиться с Чиччо Франко, лидером движения «Подонок, кто сдается!» Он должен был абсолютно честно признать, насколько обязан молодым авангардистам. Это убеждает в том, что «левые» не имеют монополии ни на оглашение требований народа, ни на защиту его нужд. И не могут претендовать на то, чтобы постичь смысл справедливости или постулаты анархии.

Марио Мерлино

Доклад об этих событиях был прочитан на конференции ветеранов Национального авангарда Solidarieta sociale 21 июня 2014 года.

## Судьбы лидеров
- Чиччо Франко активно продолжал профсоюзную и партийно-политическую деятельность. Четыре раза избирался в сенат от ИСД. Пользовался большой популярностью в Реджо-ди-Калабрии. Скончался 16 ноября 1991 года. Его именем назван амфитеатр в Реджо-ди-Калабрии. Мэр города, затем президент региона Джузеппе Скопеллити[итал.] ставит Чиччо Франко в пример для современности. Памятные даты его биографии широко отмечаются в городе[11].
- Пьетро Батталья был вынужден оставить пост мэра Реджо-ди-Калабрии 7 сентября 1971 г. Оставался видным деятелем региональной организации ХДП, в 1987 г. избирался депутатом парламента. В сентябре 1992 г. был арестован по подозрению в связях с мафией и организации убийства, однако впоследствии освобождён, поскольку показания на него признаны ложным доносом. Был одним из авторов книги Io e la Rivolta. Una città, la sua storia («Я и восстание. Город и его история») о событиях 1970—1971 гг. Скончался 20 апреля 2005 года.
- Фортунато Алои оставался популярным региональным руководителем ИСД. В 1972, 1983, 1987, 1996 гг. избирался в парламент. В 1994 г. примкнул к Джанфранко Фини, вступил в Национальный альянс. Был госсекретарём министерства образования в первом правительстве Сильвио Берлускони. В 2001 г. не был избран и отошёл от политики.
- Деметрио Мауро продолжал заниматься кофепромышленным бизнесом. Скончался 7 июля 1996 года.
- Альфредо Перна был арестован и освобождён вместе с Чиччо Франко. Обладал репутацией политического авантюриста, носил прозвище Comandante Perna. Скончался 16 июля 1988 года.
- Джузеппе Аварна, прославившийся революционной поэзией во время восстания, в 1972 г. переехал в Рим. Продолжал писать, издал ряд поэтических сборников, пользовался высоким авторитетом в творческой элите. Трагически погиб на пожаре 22 февраля 1999 года.
- Кармине Доминичи в 1993 г. (находясь в заключении по другому делу) привлекался по обвинению в организации террористических актов в период восстания Реджо-ди-Калабрии[12]. Соответствующие показания дал боевик «Ндрангеты» Джакомо Лауро. Однако все привлечённые были оправданы по этим обвинениям.

## Международный аспект
Восстание Реджо-ди-Калабрия имело признаки мятежа против законного правительства. Об официальной международной поддержке на государственном уровне не могло быть речи. Страны НАТО солидаризировались с властями Италии. СССР занял аналогичную позицию, через сообщение ТАСС охарактеризовав происходящее в Реджо-ди-Калабрии как «фашистские беспорядки».
Парадоксально, но единственным правительством, с симпатией отозвавшимся о неофашистском движении, оказался ортодоксально-коммунистический режим Энвера Ходжи: 20 августа (по другим данным, 20 сентября) 1970 г. пропагандистский рупор тогдашних албанских властей Radio Televizioni Shqiptar говорил о событиях как о «пролетарском восстании».
С восстанием Реджо-ди-Калабрия солидаризировались ультраправые, иногда ультралевые структуры различных стран.